# ایساک آلفارو
ایساک آلفارو (اسپانیایی: Isaac Alfaro‎; زاده نامشخص – درگذشته ۲۳ فوریهٔ ۱۹۹۹) بازیکن بسکتبال اهل مکزیک بود. وی در بازی‌های المپیک تابستانی ۱۹۴۸ شرکت کرده‌است.